# Biduanda cooperi
Biduanda cooperi är en fjärilsart som beskrevs av Robert Christopher Tytler 1940. Biduanda cooperi ingår i släktet Biduanda och familjen juvelvingar. Inga underarter finns listade i Catalogue of Life.